# Сокиринці (Кам'янець-Подільський район)
Соки́ринці — село в Україні, у Чемеровецькій селищній громаді Кам'янець-Подільського району Хмельницької області. Герб села є промовистим.

## Назва
Відомий дослідник топоніміки Тернопільщини, фольклорист Михайло Крищук подав кілька варіантів походження назви села: 
- від прізвища Сокирко;
- від слова сокирники — княжі воїни, озброєні бойовими сокирами;
- від роду занять місцевих мешканців, оскільки, сокирянами в Прикарпатті називали лісорубів.[1]

## Географія
Село розташоване на лівому березі річки Збруч (ліва притока Дністра), на межі Хмельницької і Тернопільської областей. На правому березі Збруча розташоване однойменне село Тернопільської області, обидва населених пункти до 1772 року були одним великим селом.

### Клімат
Сокиринці знаходяться в межах вологого континентального клімату із теплим літом.

## Історія
На території села Сокиринці були виявлені залишки поселень трипільської та черняхівської культур. Територія села була частиною Галицько-Волинського князівства.
У 1565 році власником села Сокиринці став польський магнат Флоріан Секірінський (Сікіринський), звідси можлива назва села.
Перший поділ Речі Посполитої (1772) мабуть поділив Сокиринці на дві частини. Після правобережна частина вважалась окремим поселенням, тепер Сокиринці, Тернопільської області.
За роки визвольних змагань 1917-1920 років в селі вісім разів мінялася влада. Внаслідок поразки визвольних змагань на початку XX століття, село надовго окуповане російсько-більшовицькими загарбниками.
Радянська окупація принесла колективізацію та розкуркулення, мешканці села зазнали репресій.
В 1932–1933 селяни села пережили Голодомор. З села вивозили все зерно, навіть, посівне. Забирали не лише колгоспне, а й те, що було по хатах, не залишаючи ні зернини. Почався голод. Спеціально організовані бригади ходили по хатах, вилучаючи всі мізерні продуктові запаси селян.
З 24 серпня 1991 року в складі незалежної України.
15 вересня 2016 року шляхом об'єднання сільських територіальних громад, село увійшло до складу Чемеровецької селищної громади.
До адміністративної реформи 19 липня 2020 року село належало до Чемеровецького району, після його ліквідації, увійшло до складу Кам'янець-Подільського району.
20 квітня 2022 року релігійна громада храму Святого Димитрія Солунського села перейшла з Московського патріархату в Православну Церкву України. Вперше, в місцевій церкві пролунала молитва українською мовою.

## Населення
Населення становить 605 осіб станом на 2001 рік.

### Мова
У селі поширені західноподільська говірка та південноподільська говірка, що відносяться до подільського говору, який належить до південно-західного наріччя.

## Релігія
- Церква Святого Димитрія Солунського (ПЦУ)

## Природоохоронні території
Село лежить у межах національного природного парку «Подільські Товтри».

## Світлини

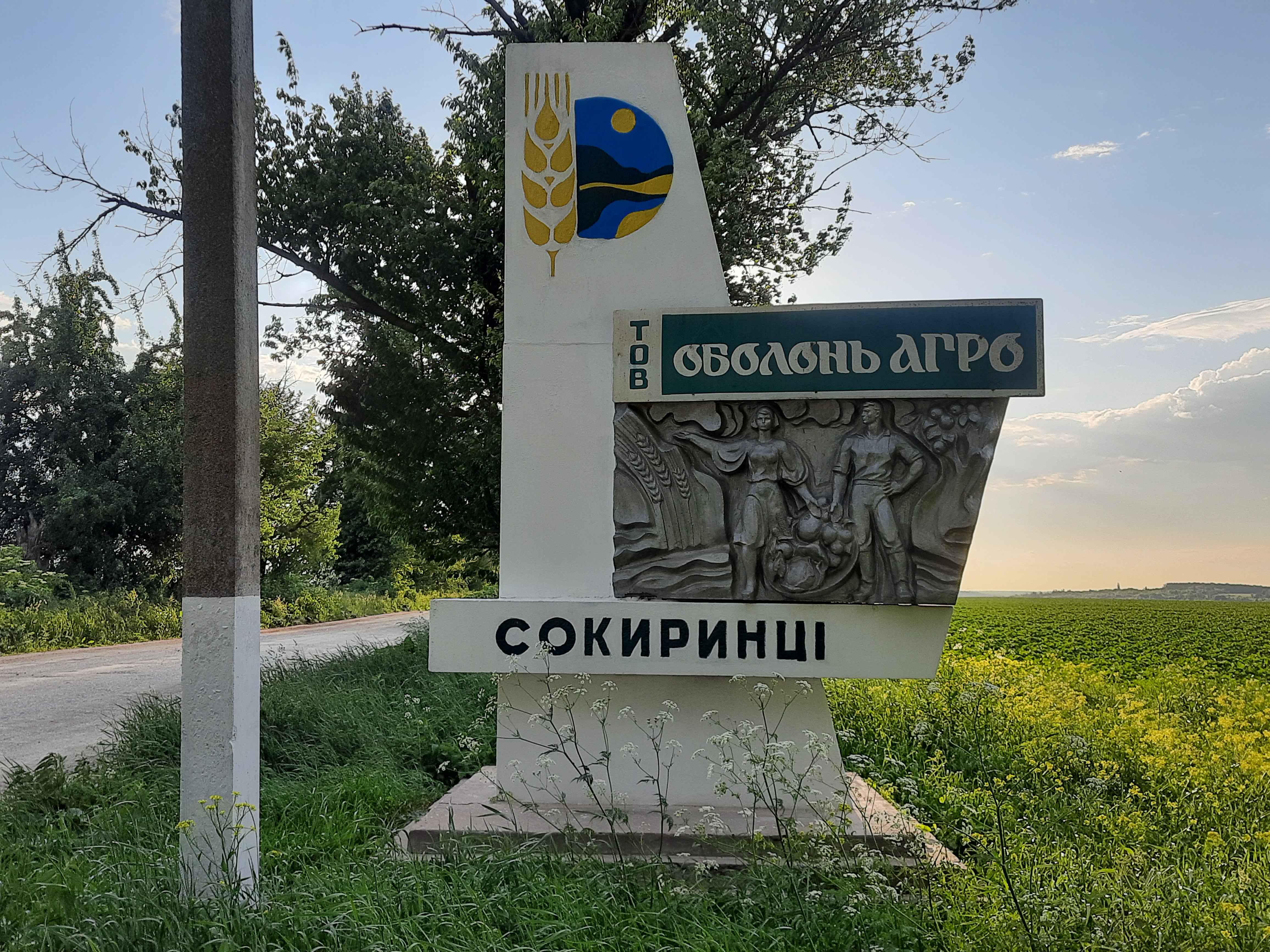
В'їзд у село
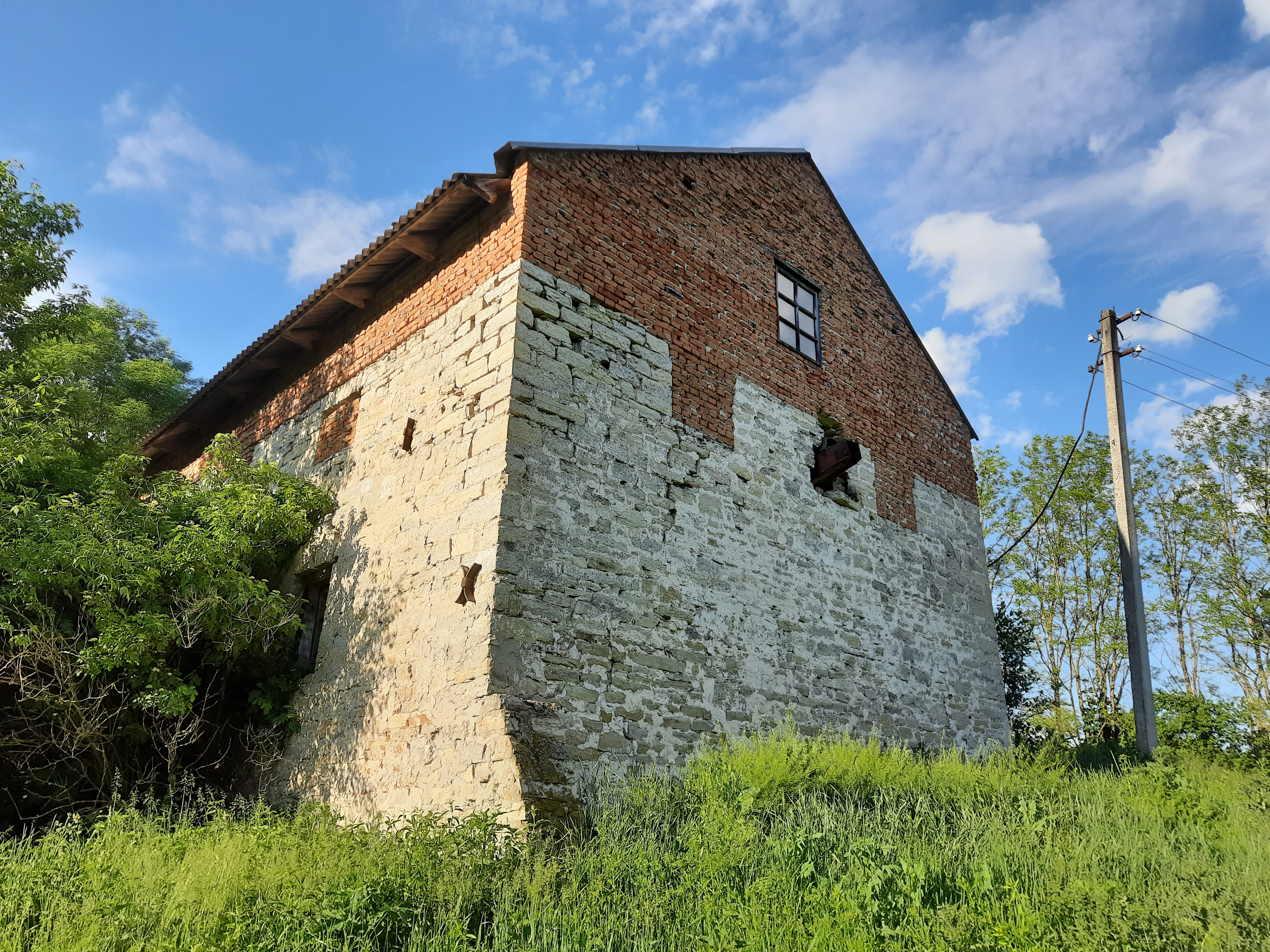
Старий водяний млин в Сокиринцях
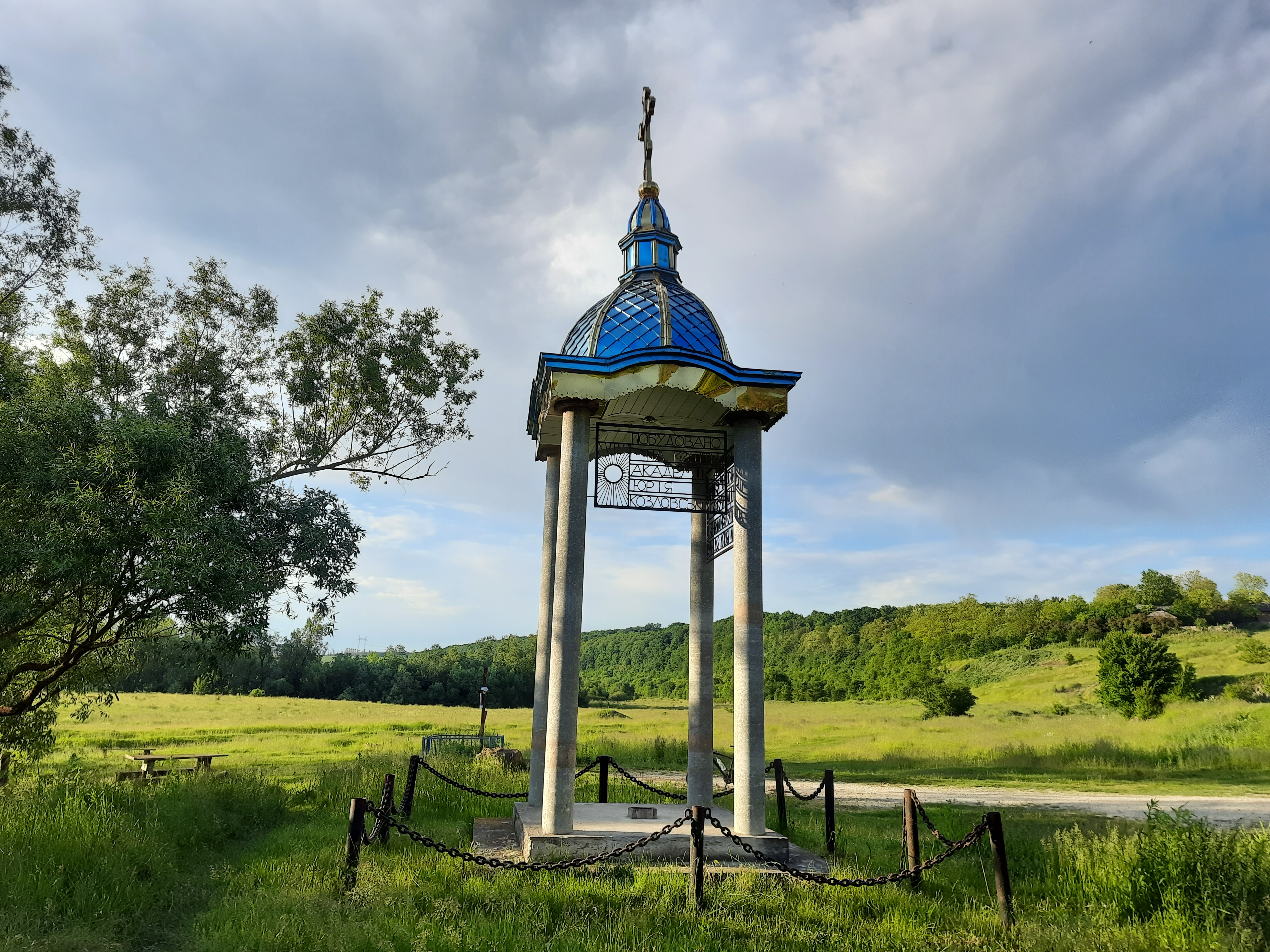
Капличка
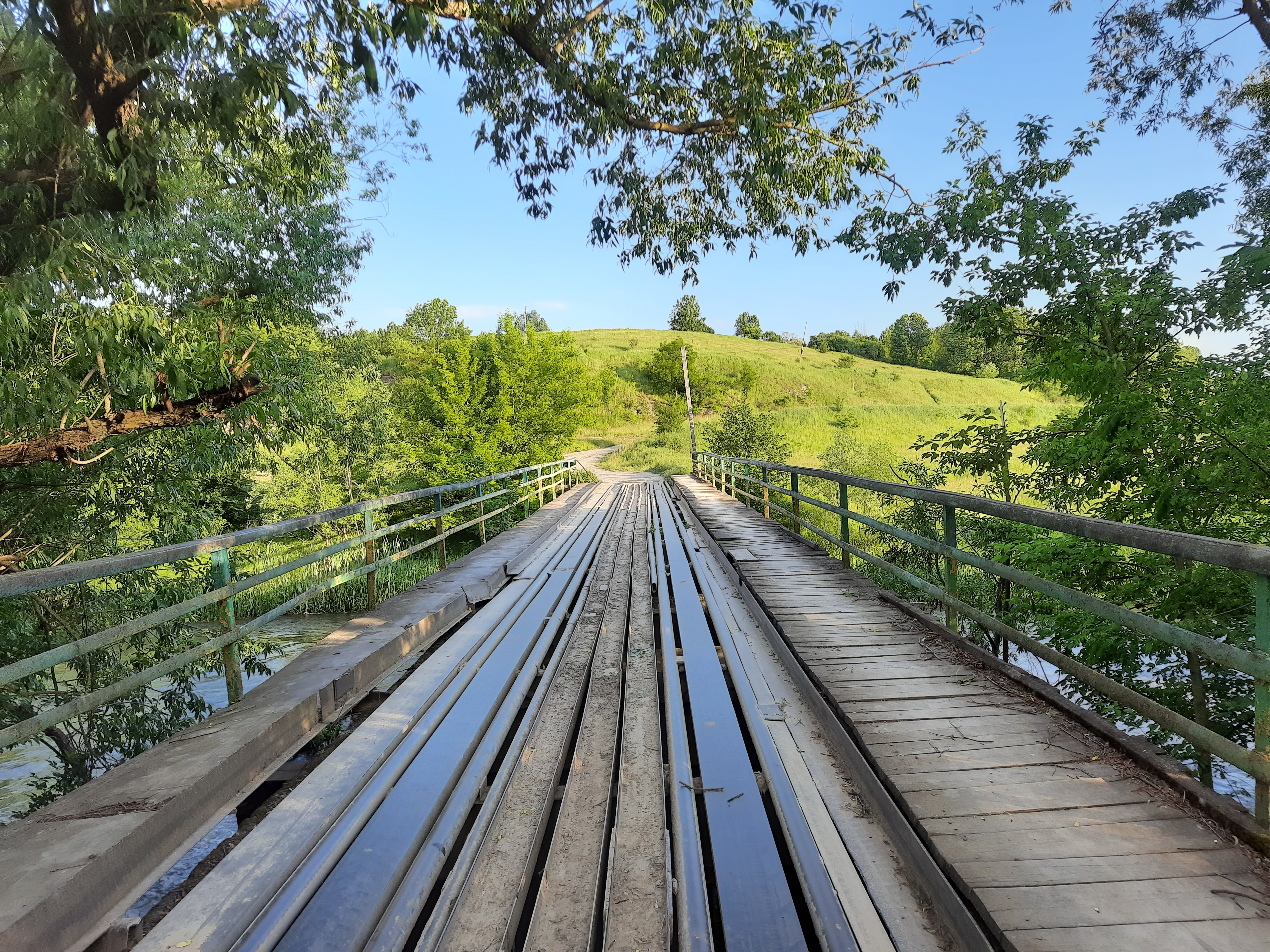
Міст через Збруч біля села